# Carlotta Cartelli
Carlotta Cartelli (Milano, 18 settembre 1997) è una calciatrice italiana, di ruolo portiere.

## Carriera

### Club
Carlotta Cartelli cresce calcisticamente nelle formazioni giovanili dell'Inter Milano, società con la quale partecipa al Campionato Primavera prima di essere inserita in rosa nella prima squadra dalla stagione 2013-2014. Veste la maglia nerazzurra fino al termine della stagione successiva, congedandosi con un tabellino di 14 presenze in Serie B.
Durante il calciomercato estivo del 2015 si trasferisce al Milan Ladies dove però trova poco spazio e viene ceduta durante il mercato invernale alle Azalee, squadra con cui termina la stagione.
Con la decisione di approfondire gli studi negli Stati Uniti d'America si trasferisce alla Louisiana Tech University di Ruston, in Louisiana, dove affianca il percorso universitario con quello sportivo, diventando membro della Louisiana Tech Athletics e giocando per le Lady Techsters, sezione di calcio universitario femminile dell'università, iscritta alla Southwestern Athletic Conference (SWAC), a sua volta parte della National Collegiate Athletic Association (NCAA).
Terminata l'esperienza con le Lady Techsters, nel 2021 torna in Italia per giocare nell'Inter.
Nel 2022, dopo una sola stagione all'Inter, si trasferisce in Svizzera al Servette.

### Nazionale
Con le Azzurrine della Under-17 ha conquistato il terzo posto nel Campionato europeo di categoria 2014 ed il terzo posto nel Mondiale della Costa Rica.